# Withania reichenbachii
Withania reichenbachii är en potatisväxtart som beskrevs av Friedrich August Georg Bitter. Withania reichenbachii ingår i släktet Withania och familjen potatisväxter. Inga underarter finns listade i Catalogue of Life.